# 가평초등학교 (충북)
가평초등학교는 대한민국 충청북도 단양군 매포읍 가평리에 있는 공립 초등학교이다.

## 학교 연혁
- 1936년 4월 1일 : 매포공립보통학교 부설 가평간이학교 개교
- 1946년 9월 20일 : 가평국민학교 승격 인가
- 1949년 7월 2일 : 제1회 졸업식
- 1996년 3월 1일 : 가평초등학교로 명칭 변경
- 2012년 3월 1일 : 도지정방과후학교 시범학교 운영
- 2015년 2월 13일 : 제67회 졸업식(졸업생 4,701명)
- 2015년 3월 1일 : 제37대 엄세영 교장 부임

## 참고 자료
- 가평초등학교 - 한국교육학술정보원 학교알리미